# Cona (Chiny)
Cona lub Cuona (tyb. མཚོ་སྣ་རྫོང་།, Wylie: mtsho sna rdzong, ZWPY: Cona Zong; chiń. upr. 错那县; pinyin Cuònà Xiàn) – powiat w południowej części Tybetańskiego Regionu Autonomicznego, w prefekturze Shannan. W 1999 roku powiat liczył 15 132 mieszkańców.